# Friedhelm Boginski

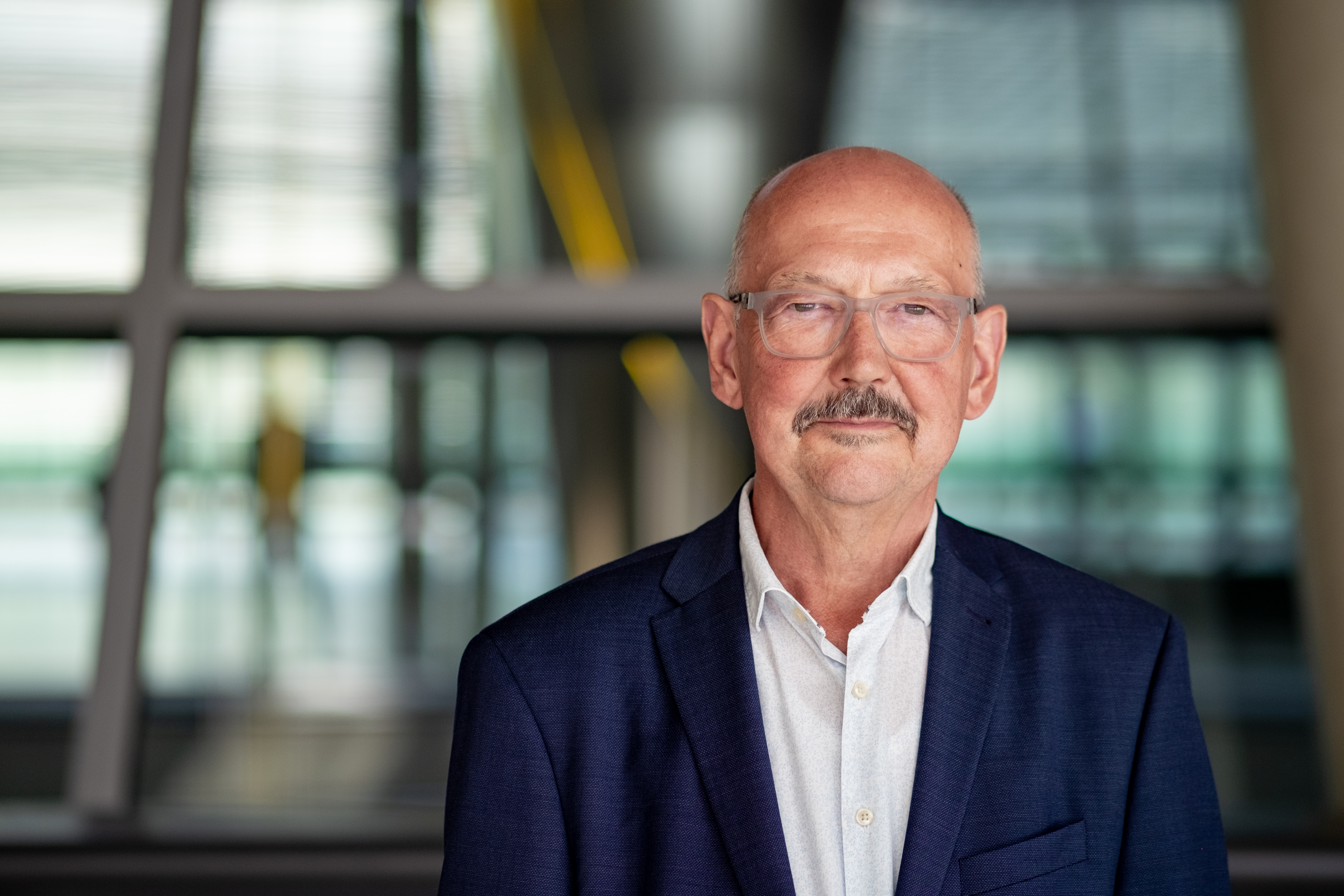
2022 im Bundestag

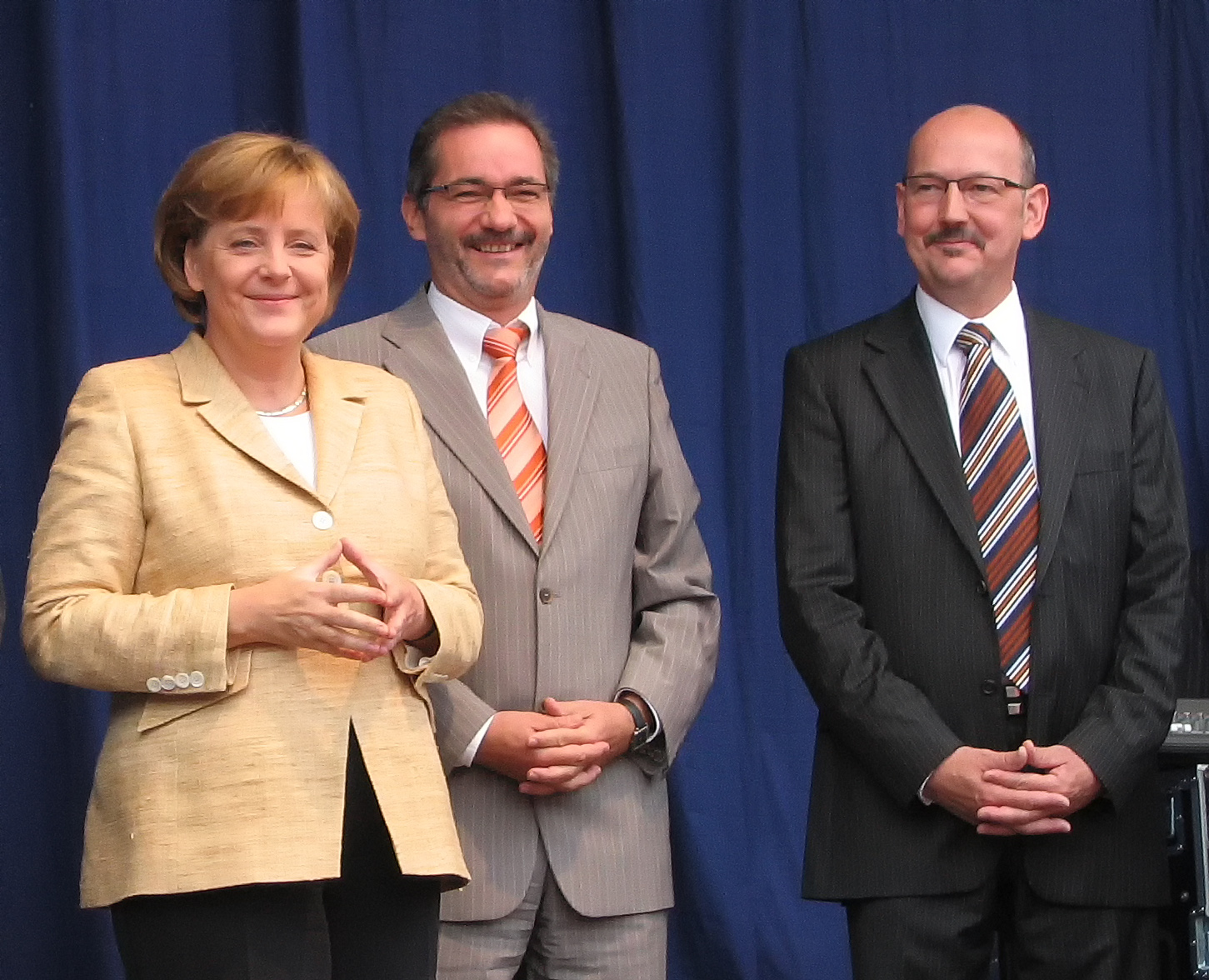
Friedhelm Boginski (rechts) mit Angela Merkel und Matthias Platzeck (2007)

Friedhelm Günter Boginski (* 7. November 1955 in Bremen) ist ein deutscher Politiker (FDP). Er war von 2021 bis 2025 Mitglied des Deutschen Bundestags. Zuvor war er von 2006 bis 2021 Bürgermeister der Stadt Eberswalde.

## Werdegang
Boginski wurde am 7. November 1955 in Bremen geboren und wuchs auf einem Dorf nahe dem Oderbruch im DDR-Bezirk Frankfurt (Oder) auf. Nach dem Abitur 1974 absolvierte er seinen Wehrdienst. Anschließend studierte er von 1977 bis 1981 an der Humboldt-Universität zu Berlin zum Diplomlehrer. Nach dem Studium unterrichtete er in den Fächern Geografie und Geschichte. Nach der Wiedervereinigung übernahm Boginski 1991 die Schulleitung der Goethe-Realschule in Eberswalde.

## Kommunalpolitisches Engagement
Von 2003 bis 2006 war Boginski Vorsitzender der Stadtverordnetenversammlung in Eberswalde. 2005 trat er in die FDP ein.
2006 kandidierte er erstmals als Bürgermeister in Eberswalde. Im ersten Wahlgang erzielte er bei insgesamt sechs Kandidatinnen und Kandidaten 24,3 % der Stimmen. Bei der Stichwahl am 19. November 2006 setzte er sich mit 59,3 % der Stimmen gegen den CDU-Kandidaten Carsten Bockhardt durch und trat damit die Nachfolge von Reinhard Schulz an.
Darüber hinaus wurde Boginski 2010 Vorsitzender der Städtearbeitsgemeinschaft Brandenburgs - Städteforum.
2014 wurde Boginski mit 64,6 % der Stimmen im ersten Wahlgang für eine zweite Amtszeit wiedergewählt. Nach seiner Wahl in den Bundestag übergab Boginski am 15. Oktober 2021 die Amtsgeschäfte des Bürgermeisters an seine bisherige Stellvertreterin.

## Bundestagsmandat
Bei der Bundestagswahl 2021 kandidierte Boginski als FDP-Kandidat im Wahlkreis Uckermark-Barnim I sowie auf Platz 2 der brandenburgischen Landesliste. Bei der Aufstellung der FDP-Landesliste unterlag er zuvor Linda Teuteberg bei der Nominierung für Platz 1. Im Wahlkreis erhielt die FDP 8,1 % der Zweitstimmen und konnte sich im Vergleich zur Bundestagswahl 2017 um 2,6%-Punkte verbessern. Boginski selbst erhielt 8,5 % (+4,7 %-Punkte) der Erststimmen. Infolge des guten Wahlergebnisses der brandenburgischen FDP gewann Boginski über die Landesliste ein Bundestagsmandat und trat dies im Oktober 2021 an. Bei der Bundestagswahl 2025 trat er nicht erneut an. Am 30. Januar 2025 wurde die Immunität von Boginski durch den Bundestag zur Durchführung von Strafverfahren wegen des Verdachts der Bestechlichkeit aufgehoben.

## Privates
Boginski ist verheiratet und Vater von zwei Kindern. Er ist stellvertretender Vorsitzender des Choriner Musiksommers.